# Brigitte Hausinger
Brigitte Hausinger (* 8. April 1964 in Niederbayern; † 13. März 2016 in Taufkirchen) war eine deutsche Supervisorin und Hochschullehrerin.

## Leben
Nach dem Studium der Sozialpädagogik von 1985 bis 1990 an der FH Regensburg und anschließenden praktischen Erfahrungen in der Arbeit mit Menschen mit Behinderungen ließ sich Brigitte Hausinger zur systemischen Paar- und Familientherapeutin ausbilden. Von 1995 bis 1998 studierte sie Supervision an der Universität Kassel und schloss das Studium als Diplom-Supervisorin ab. Von 2000 bis 2003 promovierte sie dort zum Thema der Veränderungen in der Arbeitswelt. Nach ihrer Tätigkeit als wissenschaftliche Mitarbeiterin an der Universität Kassel machte sie sich 2009 mit einem breiten Mix aus Beratungs-, Forschungs- und Lehrtätigkeiten selbständig.
Von 2012 bis 2014 verantwortete sie als Wissenschaftliche Leiterin das berufsbegleitende Studium für Supervision und Coaching – MSc sowie Organisationsberatung / Organisationsentwicklung – MSc an der österreichischen FH Vorarlberg. Zugleich war sie Lehrbeauftragte in den berufsbegleitenden Beratungsstudiengängen an den Universitäten Kassel und Salzburg sowie an der Evangelischen Hochschule Freiburg.
Zudem war sie berufspolitisch engagiert. Sie trug zu einer Profilierung von Supervision und Coaching bei und vertrat neun Jahre die Interessen im Vorstand der Deutschen Gesellschaft für Supervision (DGSv). Auch in der Österreichischen Vereinigung für Supervision (ÖVS) engagierte sie sich.
Über viele Jahre leitete sie redaktionell die Fachzeitschrift Supervision, die im Beltz-Verlag erschien.
Brigitte Hausinger war verheiratet.

## Schriften
- mit Rolf Haubl und G. Günter Voß als Herausgeber: Riskante Arbeitswelten: zu den Auswirkungen moderner Beschäftigungsverhältnisse auf die psychische Gesundheit und die Arbeitsqualität, Frankfurt/Main; New York, NY: Campus-Verlag, 2013, ISBN 978-3-593-39965-2
- mit Theresia Volk: Erneuerung statt Imagepflege, Köln 2013
- mit Stefan Busse als Herausgeber: Supervisions- und Coachingprozesse erforschen: theoretische und methodische Zugänge, Göttingen; Bristol, Conn.: Vandenhoeck & Ruprecht, 2013, ISBN 978-3-525-40357-0
- Supervision in Wirtschaftsunternehmen, in: Laske, Stephan / Orthey, Astrid / Schmid, Michael: Personal Entwickeln, 2010
- mit Rolf Haubl als Herausgeber: Supervisionsforschung: Einblicke und Ausblicke, Göttingen: Vandenhoeck & Ruprecht 2009, ISBN 978-3-525-40325-9
- mit Heidi Möller als Herausgeberinnen: Quo vadis Beratungswissenschaft?, Wiesbaden: VS, Verl. für Sozialwiss. 2009, ISBN 978-3-531-16745-9
- Der Nutzen von Supervision: Verzeichnis von Evaluationen und wissenschaftlichen Arbeiten, Kassel: university press, 2008, ISBN 978-3-89958-602-2
- Supervision : Organisation, Arbeit, Ökonomisierung; zur Gleichzeitigkeit des Ungleichzeitigen in der Arbeitswelt, München; Mering: Hampp 2008, ISBN 978-3-86618-267-7
- als Herausgeberin: Beratungswissenschaft, Weinheim: Beltz 2008
- Ökonomie und Arbeit: der Kontext von Supervision, Dissertation Universität Kassel, 2002, als Volltext (pdf) abrufbar.